# Aurich
Aurich (en bajo alemán: Auerk; en frisón de Saterland: Aurk) es una ciudad del distrito homónimo, en la región de Frisia oriental dentro del Estado de Baja Sajonia, Alemania. Es el centro del "Kreisstadt", o capital, del distrito de Aurich. En 2018, la población ascendía a 41,991.

## Historia
La historia de Aurich se remonta al siglo XIII, cuando el asentamiento de Aurechove fue mencionado en un documento Frisio llamado Brokmerbrief en 1276. En 1517, el Conde Edzard de la casa de Cirksena comenzó la reconstrucción de la ciudad tras un ataque. Estableció el centro de la ciudad, que está todavía en el mismo lugar. En 1539, las autoridades locales se reunieron en Aurich, convirtiéndola en la capital del territorio y después de Frisia oriental, manteniéndose la sede de las autoridades locales hasta la conquista de Prusia en 1744.

## Geografía
- Altitud: 5 metros.
- Latitud: 53º 28' 00" N
- Longitud: 07º 28' 59" E

## Edificios/Construcciones
- Transmitter Aurich-Popens

## Idioma
Junto al alemán estándar, en esta ciudad es muy usado el dialecto frisio del este, un subdialecto del bajo alemán muy extendido en la región.